# Carina Karlsson
Carina Karlsson, verheiratete Larsson (* 11. September 1963) ist eine ehemalige schwedische Tennisspielerin.

## Karriere
Während ihrer Laufbahn konnte Karlsson keine WTA- oder ITF-Turniere gewinnen, erreichte aber 1985 zwei WTA-Endspiele. Ihr Erstes war im Doppel in Filderstadt, das sie an der Seite von Tine Scheuer-Larsen gegen Pam Shriver und Hana Mandlíková mit 2:6 und 1:6 verlor. Und drei Wochen später noch ein Einzelfinale in Hilversum, dieses verlor sie gegen Katerina Maleewa mit 3:6 und 2:6. Eine größere Beachtung erhielt sie 1984 beim Wimbledonturnier, wo sie als erste Qualifikantin das Viertelfinale erreichte.
Für die schwedische Fed-Cup-Mannschaft bestritt von 1994 bis 1997 neun Partien, von denen sie zwei gewann.

## Abschneiden bei Grand-Slam Turnieren

### Einzel
| Turnier         | 1983 | 1984 | 1985 | 1986 | 1987 | Bilanz | Karriere |
| --------------- | ---- | ---- | ---- | ---- | ---- | ------ | -------- |
| Australian Open | —    | 1    | 1    | —    | 1    | 0:3    | 1        |
| French Open     | 1    | 1    | 2    | 1    | AF   | 4:5    | AF       |
| Wimbledon       | —    | VF   | 1    | 1    | 1    | 4:4    | VF       |
| US Open         | —    | 1    | 1    | 2    | —    | 1:3    | 2        |

### Doppel
| Turnier         | 1985 | 1986 | 1987 | Bilanz | Karriere |
| --------------- | ---- | ---- | ---- | ------ | -------- |
| Australian Open | 1    | —    | 1    | 0:2    | 1        |
| French Open     | 1    | 1    | 1    | 0:3    | 1        |
| Wimbledon       | 2    | 2    | 1    | 2:3    | 2        |
| US Open         | 2    | 1    | —    | 1:2    | 2        |

### Mixed
| Turnier         | 1985 | Bilanz | Karriere |
| --------------- | ---- | ------ | -------- |
| Australian Open | —    | 0:0    | —        |
| French Open     | 2    | 0:1    | 2        |
| Wimbledon       | 1    | 0:1    | 1        |
| US Open         | —    | 0:0    | —        |

## Persönliches
Nach der Tenniskarriere ließ sie sich als Rechtsanwältin ausbilden. Sie lebt mit ihrem Ehemann Ola Larsson in Ystad und betreibt dort ein Fitnessstudio.